# Ludwig Maria Hugo

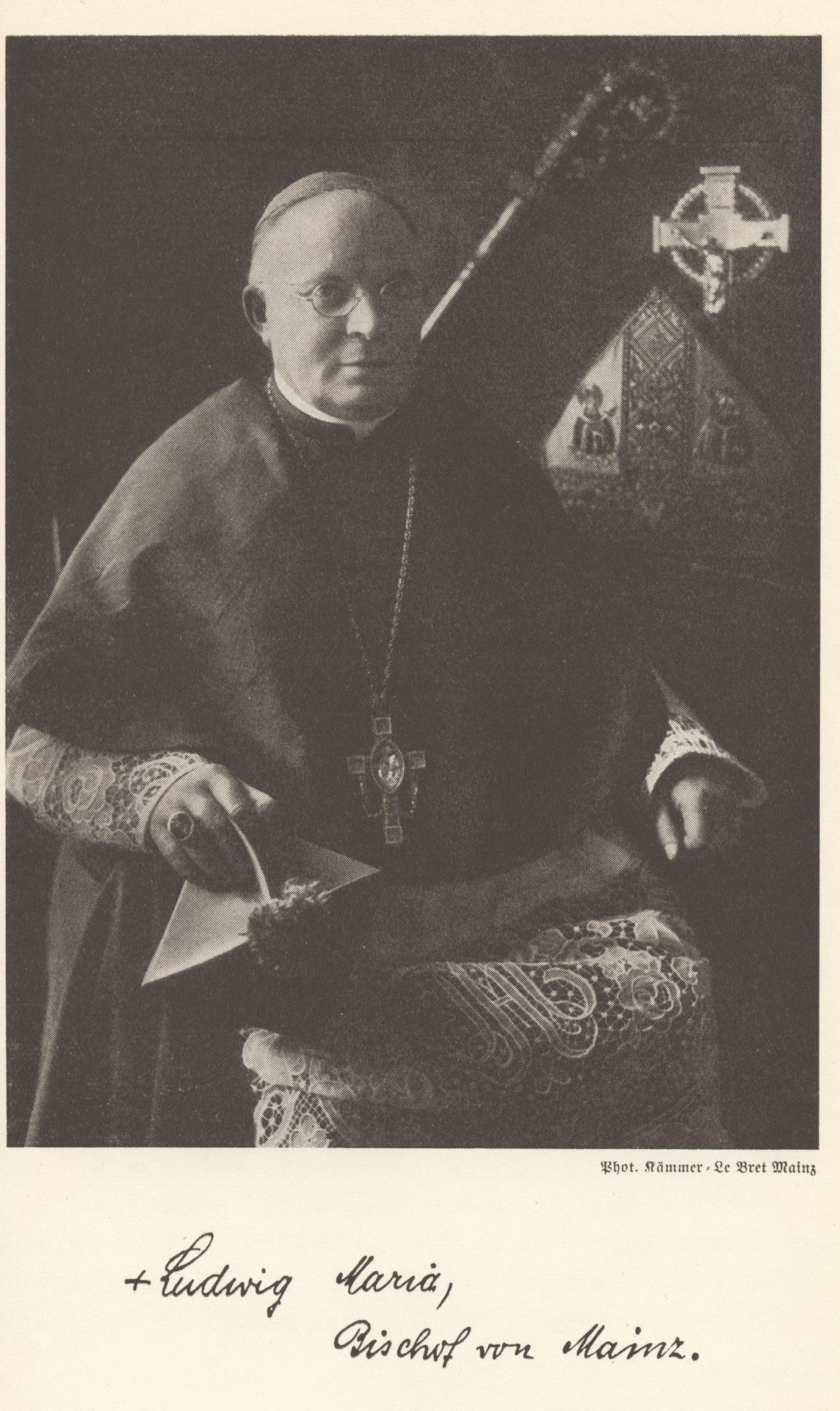
Ludwig Maria Hugo, ca. 1930

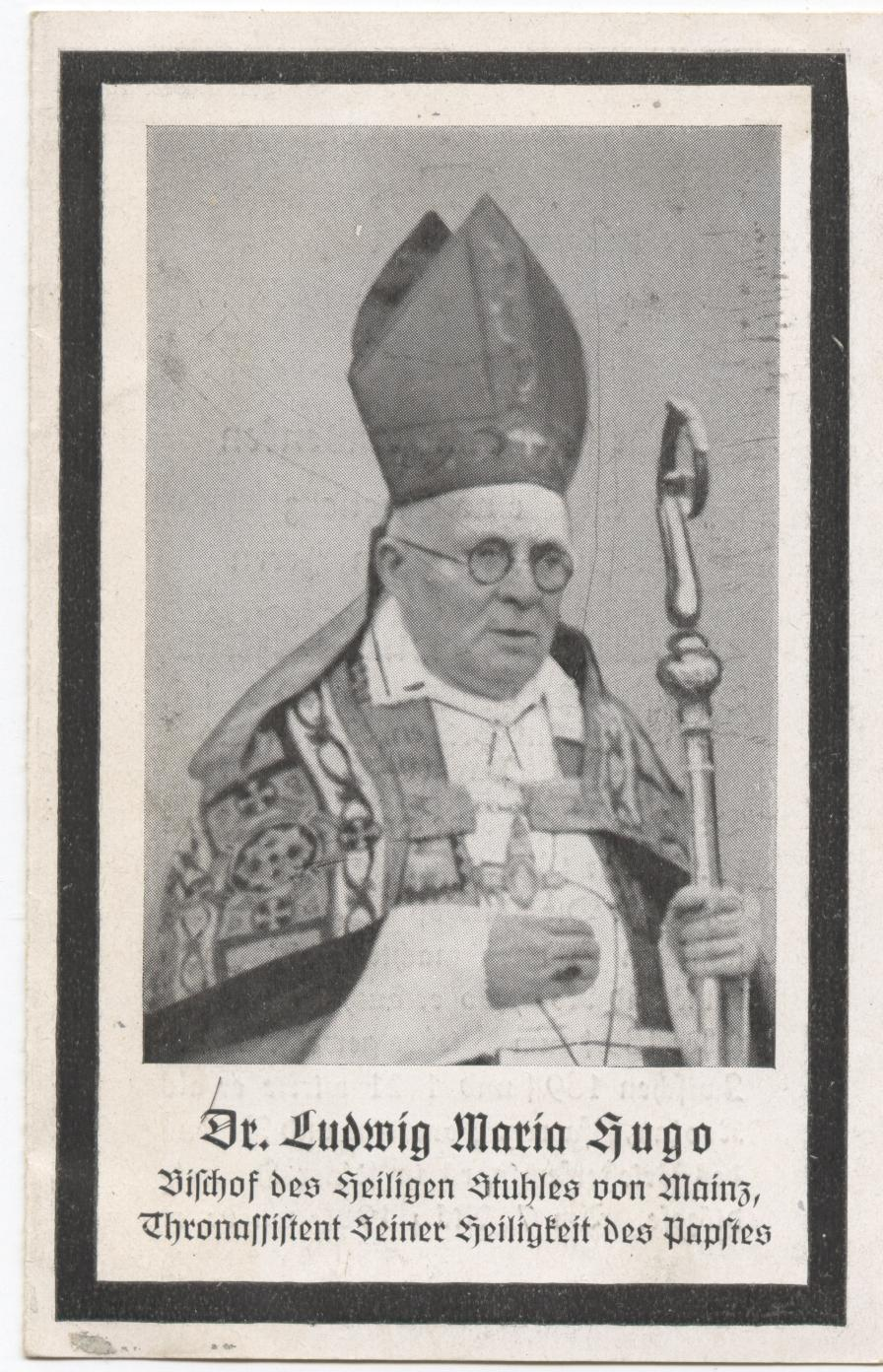
Ludwig Maria Hugo, offizielles Sterbebildchen, 1935

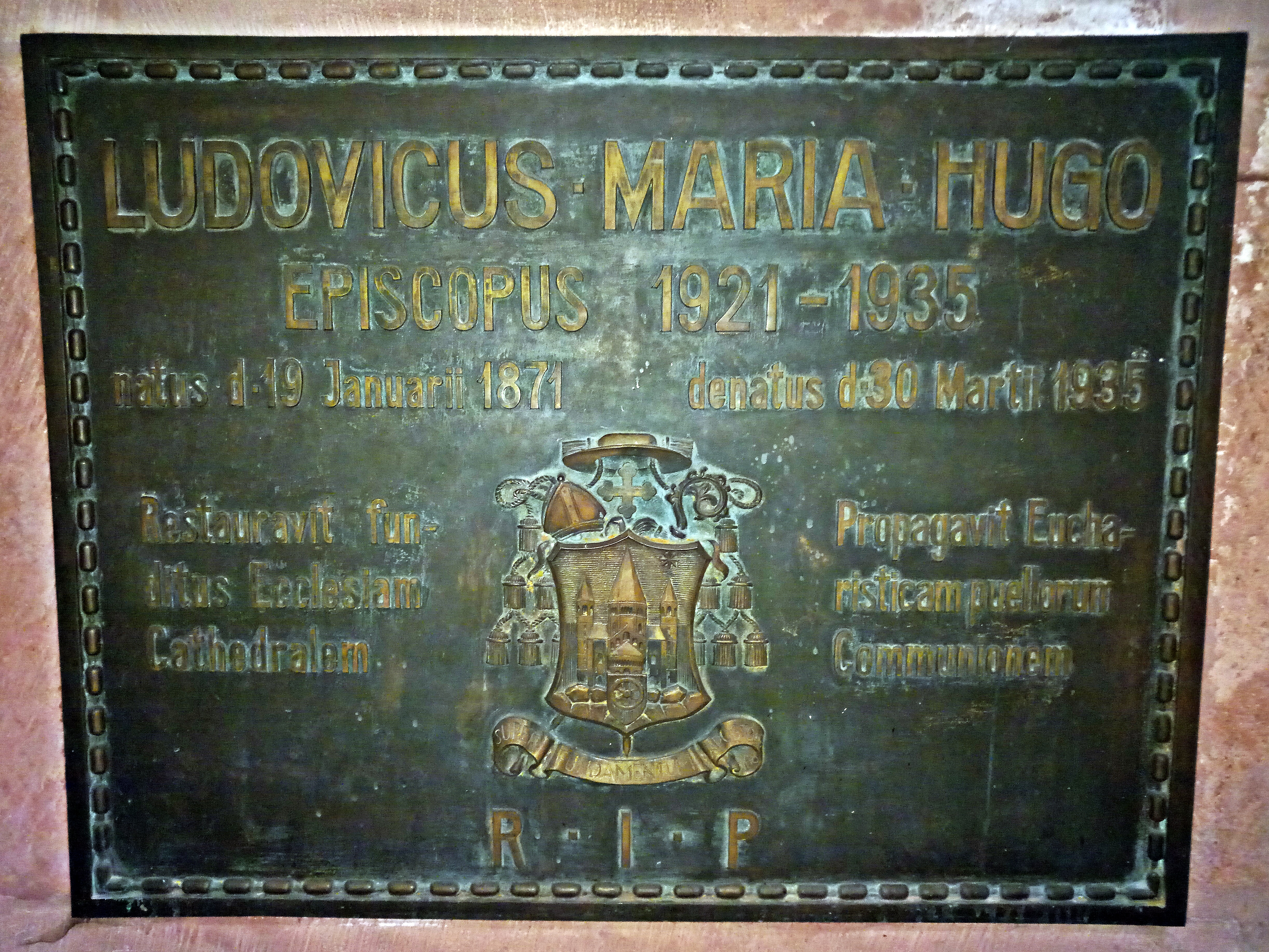
Grabplatte, Mainzer Dom

Ludwig Maria Hugo (* 19. Januar 1871 in Arzheim; † 30. März 1935 in Mainz) war Bischof von Mainz von 1921 bis 1935.

## Leben
Geboren in Arzheim, Südpfalz, als Sohn des Volksschullehrers Ludwig Hugo (* 24. Mai 1846 in Bornheim; † 19. Dezember 1908 in Speyer), der später als Stationsvorsteher zur Reichsbahn wechselte, und der Gertrud Kleinhanß (* 16. Januar 1848 in Landau in der Pfalz; † 15. April 1878 in Freinsheim). In der Lateinschule zu Grünstadt und im Gymnasium und Konvikt von Speyer verbrachte er seine Schulzeit. Hugo studierte in Innsbruck und am Collegium Germanicum in Rom. Dort empfing er am 28. Oktober 1894 aus der Hand von Kardinalvikar Lucido Maria Parocchi die Priesterweihe und wurde 1895 zum Doktor der Theologie promoviert. Danach war er im Bistum Speyer in mehreren Funktionen als Priester tätig; zunächst als Kaplan ab 2. September 1895 in Landstuhl, ab 6. September 1897 in Deidesheim und ab 6. September 1900 in Kaiserslautern (St. Martin), dann ab 1. September 1903 als Studienpräfekt in Speyer, schließlich ab 23. April 1904 als Pfarrer in Remigiusberg (siehe Haschbach am Remigiusberg). Hier veröffentlichte er die vielbeachtete Schrift „Katholische Exegese unter falscher Flagge“, in der er „als einfacher Landpfarrer“ (wie er sich darin selbst bezeichnete) den Modernismus anprangerte und die Linie von Papst Pius X. im sogenannten Modernismusstreit unterstützte. Dadurch wurde Bischof Konrad von Busch auf ihn aufmerksam. Er berief ihn am 29. Oktober 1905 als Domvikar und Bischofssekretär nach Speyer, wo er erstmals näheren Einblick in die Verwaltung einer Diözese erhielt. Ab 4. November 1911 wirkte er als Pfarrer von Bliesdalheim, Saarpfalz. Schon am 1. Oktober 1915, in der Zeit des Ersten Weltkrieges, übernahm Ludwig Maria Hugo als Regens die Leitung des Speyerer Diözesan-Priesterseminars.
Da der Mainzer Bischof Georg Heinrich Maria Kirstein aus Krankheitsgründen sein Amt nur noch eingeschränkt ausüben konnte, wurde Hugo am 7. März 1921 von Papst Pius XI. zum Koadjutor des Bistums Mainz und zum Titularbischof von Bubastis ernannt. Die Bischofsweihe empfing er am 10. April 1921 in Speyer, fünf Tage vor dem Tode seines Vorgängers Kirstein, durch den Speyerer Bischof Ludwig Sebastian. Mitkonsekratoren waren die Weihbischöfe Adam Senger aus Bamberg und Antonius Mönch aus Trier. Die Übernahme der Leitung des Bistums Mainz erfolgte am 15. April 1921 und seine Inthronisation am 27. April 1921. Als Päpstlicher Thronassistent wurde er am 28. November 1928 von Pius XI. ernannt.
In seine Amtszeit fallen das Aufblühen des Mainzer Caritasverbandes und die Fundamentsicherungsmaßnahmen am Mainzer Dom. Ein Höhepunkt seines Pontifikats war die Weihe des wiederhergestellten Doms 1928 in Anwesenheit des Apostolischen Nuntius in Deutschland, Eugenio Pacelli.
Dem aufkeimenden Nationalsozialismus trat Hugo entschieden entgegen: Als erste deutsche bischöfliche Behörde verbot Hugos Ordinariat 1930 unter Federführung des Generalvikars Philipp Jakob Mayer den Katholiken die Mitgliedschaft in der NSDAP. Nationalsozialisten wurde im Bistum Mainz der Empfang der Sakramente und das kirchliche Begräbnis verwehrt.
Nach der Machtergreifung der Nationalsozialisten demonstrierte Hugo mit dem dritten Internationalen Christkönigskongreß  1933 und der Ketteler-Feier der Werktätigen 1934 den katholischen Widerstand gegen den Nationalsozialismus.